# Station Voyenne
Station Voyenne is een spoorwegstation in de Franse gemeente Voyenne.